# Alsodryas
Alsodryas is een geslacht van vlinders van de familie tastermotten (Gelechiidae).

## Soorten
- A. deltochlora Meyrick, 1922
- A. lactaria Meyrick, 1914
- A. prasinoptila Meyrick, 1922